# Kleisti
Kleisti – jeden z mikrorejonów Rygi – stolicy Łotwy – położony w dystrykcie Kurzeme. Według danych na rok 2021 Kleisti zamieszkiwało 455 osób, a gęstość zaludnienia wyniosła 24,3 os./km². Jest to największy mikroregion Rygi pod względem powierzchni, którego większość pokrywają tereny zielone.

## Geografia
Pomimo dużej powierzchni Kleisti jest słabo zaludnione. Północną część dzielnicy zajmują lasy oraz wydma Bolderāja. W centrum mikroregionu znajdują się łąki oraz kompleks zabudowań.
Najwyższym punktem jest 16-metrowa góra Ball, na szczycie której znajduje się 15-metrowa wieża widokowa.